# Erik von Detten
Erik von Detten est un acteur américain né le 3 octobre 1982 à San Diego, Californie (États-Unis).

## Biographie
Erik Thomas von Detten est né à San Diego, Californie. Fils de Volker von Detten et de Susan Farber, photographe, il a trois sœurs, Dolly, Britta et Andrea, et un frère, Timothy. Sa famille a déménagé à El Segundo, en Californie, quand il est enfant.

### Vie privée
Von Detten est marié à une Taïwanaise-Américaine, Angela von Detten, depuis 2018. Ils ont une fille, née en 2019, et un fils, né en 2021.

## Carrière
L'un des premiers rôles de von Detten est Nicholas Alamain dans le feuilleton de jour Days of Our Lives de 1992 à 1993, apparaissant dans 55 épisodes. [5] Nicholas s'est révélé être le fils secret de Lawrence Alamain (Michael Sabatino) et Carly Manning (Crystal Chappell), deux des personnages principaux de la série. En conséquence, von Detten estfortement impliqué dans certains des principaux scénarios de la série, bien qu'il n'ait que 10 ans.
En 1995, alors qu'il a 13 ans, von Detten a donné la voix du vilain tourmenteur de jouets Sid Phillips dans Toy Story. Il a joué dans le film Christmas Every Day en 1996, a joué Wally Cleaver dans le film de 1997 Leave It to Beaver, et en 1998, a eu le rôle principal en tant que personnage principal dans le film original de Disney Channel Brink !. Von Detten est également apparu dans une sortie en salles comme le Josh Bryant dans The Princess Diaries en 2001. En outre, il a fait plusieurs apparitions à la télévision dans des émissions telles que Dinotopia (2002), la première édition de célébrité de l'émission de téléréalité ABC The Mole, le Celebrity Mole Hawaii de la troisième saison (2003), dans laquelle il était finaliste, ainsi que So Weird de Disney Channel et Malcolm in the Middle de Fox. Von Detten a également tenu le rôle de Chris Savage dans la sitcom de courte durée Complete Savages. [Citation nécessaire]
En 2007, il fait ses débuts sur scène dans la pièce de théâtre pour enfants The Christmas Princess [6] à Santa Monica. En 2009, il a été présenté dans le clip vidéo "Wanted" de la chanteuse pop Jessie James Decker. En 2010, il a fait une brève apparition avant de se retirer de Toy Story 3 reprenant son rôle de Sid Phillips, qui est maintenant garbageman dans la vingtaine. [5] [7]
À partir de 2018, von Detten a travaillé pour Rosland Capital, une société de gestion d'actifs de métaux précieux. [8] Il est maintenant directeur des ventes dans une société de courtage en matières premières.

## Filmographie
- 1991 : Le Plus Beau Cadeau du monde (All I Want for Christmas) : Choir
- 1992 : Des jours et des vies ("Days of Our Lives") (série télévisée) : Nicholas James Alamain (#1) (1992-1993)
- 1993 : Night Sins (TV) : Nicholas Alamain
- 1994 : In the Best of Families: Marriage, Pride & Madness (TV) : Older John
- 1995 : A Season of Hope (TV) : Tyler Hackett
- 1995 : Kidnappé (In the Line of Duty: Kidnapped) (TV) : Sam Honeycutt
- 1995 : Chien d'élite (Top Dog) : Matthew Swanson
- 1995 : Le Mystère de la montagne ensorcelée (Escape to Witch Mountain) (TV) : Danny
- 1995 : Toy Story : Sid Philipps (voix)
- 1996 : Things That Go Bump (TV) : Christian
- 1996 : A Stranger to Love (TV) : Justin
- 1996 : Tous les jours Noël (Christmas Every Day) (TV) : Billy Jackson
- 1996 : Amanda
- 1997 : Hercule (Hercules) : Additional Voices (voix)
- 1997 : Petit poucet l'espiègle (Leave it to Beaver) : Wallace 'Wally' Cleaver
- 1997 : Meego ("Meego") (série télévisée) : Trip Parker #1
- 1998 : Brink, champion de roller (TV) : Andy 'Brink' Brinker
- 1997 : La Cour de récré (Recess) (série télévisée) : Erwin Lawson (1998-2001) (voix)
- 1999 : Replacing Dad (TV) : Drew
- 1999 : Tarzan : Additional Voices (voix)
- 1999 : Merci les filles ("Odd Man Out") (série télévisée) : Andrew Whitney
- 2001 : La Cour de récré: Vive les vacances (Recess: School's Out) : Erwin Lawson / Captain Brad (voix)
- 2001 : Princesse malgré elle (The Princess Diaries) : Josh Bryant
- 2001 : La Légende Tarzan ("The Legend of Tarzan") (série télévisée) : Flynt
- 2001 : Recess Christmas: Miracle on Third Street (vidéo) : Erwin Lawson
- 2002 : American Girl : Kenton
- 2002 : Dinotopia (série télévisée) : Karl Scott
- 2003 : New York, unité spéciale (saison 4, épisode 17) : Drew Lamerly
- 2003 : Sexe, Lycée et Vidéo (After School Special) : Deacon Lewis
- 2004 : Les Sauvages : Chris Savage
- 2004 : Touche pas à mes filles : le colocataire de fac de C.J, Erik(saison 2, épisode 20)
- 2005 : Smile (en) : Chris
- 2005 : Malcolm : Brad (Épisode 6, saison 7)
- 2007 : Conséquences (Girl, Positive) (TV) : Jason
- 2008 : Bones (TV) : Eddie (Épisode 11, saison 3)
- 2010 : Toy Story 3 : Sid Philipps (voix)